# NS Yoon-G

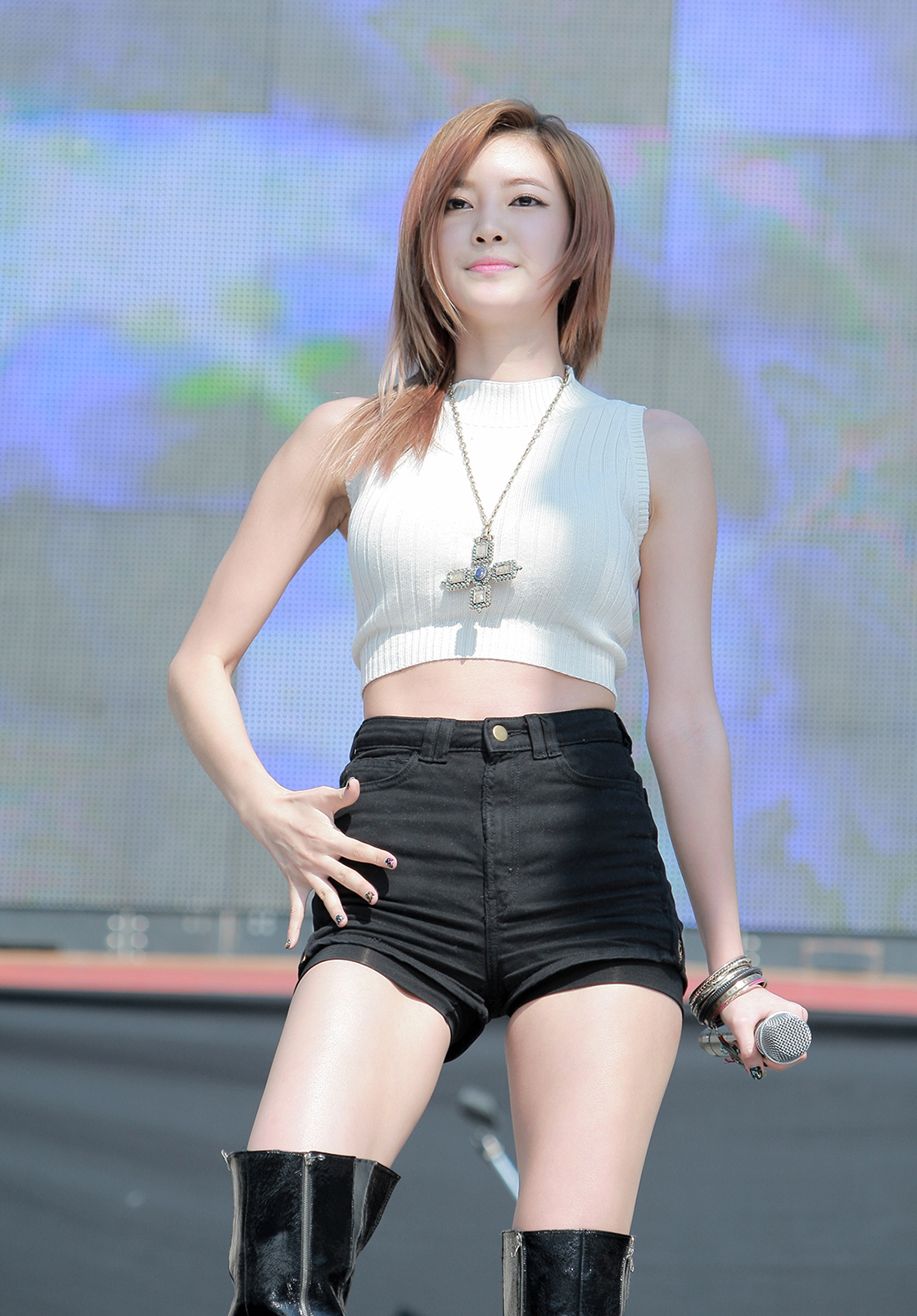
NS Yoon-G (2014)

NS Yoon-G (* 6. September 1988, bürgerlich Kim Yun-ji) ist eine südkoreanische Popsängerin und Schauspielerin. Ihr Künstlername (NS윤지) setzt sich aus dem Akronym von „New Spirit“ und ihrem koreanischen Vornamen (윤지, westlich stilisiert als Yoon-G) zusammen. Seit etwa 2021 ist sie überwiegend als Schauspielerin aktiv, unter anderem in dem amerikanischen Spielfilm Lift. und verwendet dabei ihren Geburtsnamen, romanisiert als Yunjee Kim.

## Leben
NS Yoon-G ist die Cousine von Kang Ji-young von der Girlgroup Kara. Ab der 4. Klasse ging sie in den USA zur Schule. Später studierte sie an der University of California, Los Angeles. Dann kehrte sie nach Südkorea zurück um Sängerin zu werden.
2021 heiratete sie.

### Karriere
NS Yoon-G stand zu Anfang ihrer Karriere bei der Talentagentur JTM Entertainment unter Vertrag. Am 24. September 2009 wurde ihr erstes Lied Meori Apa digital veröffentlicht.
Seit dem 31. Januar 2011 moderiert sie die Fernsehsendung Pops in Seoul des Senders Arirang TV.

## Diskografie

### EPs
| Jahr | Titel Musiklabel                                  | Höchstplatzierung, Gesamtwochen, AuszeichnungChartsChartplatzierungen (Jahr, Titel, Musiklabel, Platzierungen, Wochen, Auszeichnungen, Anmerkungen) | Anmerkungen                          |
| Jahr | Titel Musiklabel                                  | KR | Anmerkungen                          |
| ---- | ------------------------------------------------- | --- | ------------------------------------ |
| 2012 | Neo Spirit JTM Entertainment, Sony Music Korea    | KR14 (4 Wo.)KR | Erstveröffentlichung: 5. Januar 2012 |
| 2012 | Skinship JTM Entertainment, Sony Music Korea      | KR22 (1 Wo.)KR | Erstveröffentlichung: 18. Juli 2012  |
| 2014 | The Way 2.. JTM Entertainment, LOEN Entertainment | KR7 (2 Wo.)KR | Erstveröffentlichung: 1. April 2014  |

### Single-Alben
| Jahr | Titel Musiklabel                                     | Höchstplatzierung, Gesamtwochen, AuszeichnungChartsChartplatzierungen (Jahr, Titel, Musiklabel, Platzierungen, Wochen, Auszeichnungen, Anmerkungen) | Anmerkungen                            |
| Jahr | Titel Musiklabel                                     | KR | Anmerkungen                            |
| ---- | ---------------------------------------------------- | --- | -------------------------------------- |
| 2010 | Ambitious JTM Entertainment, Sony Music Korea        | KR31 (1 Wo.)KR | Erstveröffentlichung: 14. Mai 2010     |
| 2010 | Time To Fly High JTM Entertainment, Sony Music Korea | KR85 (1 Wo.)KR | Erstveröffentlichung: 21. Oktober 2010 |
| 2015 | Sincerely, JTM Entertainment, LOEN Entertainment     | KR7 (1 Wo.)KR | Erstveröffentlichung: 20. März 2015    |

### Singles
| Jahr | Titel Album                                             | Höchstplatzierung, Gesamtwochen, AuszeichnungChartsChartplatzierungen (Jahr, Titel, Album, Platzierungen, Wochen, Auszeichnungen, Anmerkungen) | Anmerkungen                                           |
| Jahr | Titel Album                                             | KR | Anmerkungen                                           |
| ---- | ------------------------------------------------------- | --- | ----------------------------------------------------- |
| 2009 | My Head Hurts (머리 아파) Ambitious                     | — | Erstveröffentlichung: 24. September 2009              |
| 2010 | Don’t Go Back Ambitious                                 | KR173 (1 Wo.)KR | Erstveröffentlichung: 14. Mai 2010                    |
| 2010 | Just Dance (춤을 춰) Time To Fly High                   | KR99 (1 Wo.)KR | Erstveröffentlichung: 21. Oktober 2010                |
| 2011 | Talk Talk Talk Neo Spirit                               | KR31 (4 Wo.)KR | Erstveröffentlichung: 13. April 2011                  |
| 2011 | Miss You Again (또 보고 싶어) Neo Spirit                | KR36 (3 Wo.)KR | Erstveröffentlichung: 2011 feat. Sangchu              |
| 2011 | What Do You Know (니가 뭘 알아) Neo Spirit              | KR34 (2 Wo.)KR | Erstveröffentlichung: 2011 feat. Verbal Jint          |
| 2012 | The Reason I Became A Witch (마녀가 된 이유) Neo Spirit | KR36 (7 Wo.)KR | Erstveröffentlichung: 2012                            |
| 2012 | I Got You (널 잡았어) Skinship                          | KR43 (3 Wo.)KR | Erstveröffentlichung: 2012                            |
| 2012 | If You Love Me The Way 2..                              | KR16 (11 Wo.)KR | Erstveröffentlichung: 1. November 2012 feat. Jay Park |
| 2014 | Yasisi (야시시) The Way 2..                             | KR17 (6 Wo.)KR | Erstveröffentlichung: 2014                            |
| 2014 | Fluttered Feelings (설렘주의) My Romance (single)       | KR6 (8 Wo.)KR | Erstveröffentlichung: 2014 mit Giriboy                |
| 2014 | A Snowy Day (눈이 오는 날엔) –                          | KR70 (1 Wo.)KR | Erstveröffentlichung: 2014 feat. DinDin               |
| 2015 | Wifey Sincerely                                         | KR60 (1 Wo.)KR | Erstveröffentlichung: 2015 feat. MC Mong              |
| 2015 | Honey Summer (꿀썸머) –                                 | KR26 (1 Wo.)KR | Erstveröffentlichung: 2015 mit Giriboy                |
| 2021 | If You Love Me –                                        | KR64 (5 Wo.)KR | Erstveröffentlichung: 2021 feat. Joohoney             |

grau schraffiert: keine Chartdaten aus diesem Jahr verfügbar

## Filmografie

### Filme
- 2021: The Day When Irresponsibility Makes Life Easy (죽고 싶은 날에 한하여 Jukgo Sipeun Hanhayeo, Kurzfilm)
- 2024: Lift

### Fernsehserien
- 2018: Die letzte Kaiserin – The Last Empress
- 2021: Dramaworld, Staffel 2
- 2021: Mine